# Fernand Granier
Fernand Granier, né le 10 mai 1901 à Sète où il est mort le 28 février 1927 est un poète et instituteur français du XXe siècle.

## Biographie
Fernand Joseph Baptiste Granier, né le 10 mai 1901 à Sète, est le fils de Pierre Granier, marin (1856-1932) et de Josèphe Cazanobe (1869-1932).
Après un ajournement pour finir ses études, il est exempté du service militaire en 1923 pour faiblesse générale et devient instituteur à Graissessac.
Jean Dupuy rapporte dans Le Petit Méridional que « de bonne heure, la poésie l'avait attiré », qu'il avait fondé une petite revue à l'École normale de Montpellier, Le Lotus Bleu ou il publie ses premiers sonnets. Il parle d'un « poète sincère, vibrant, très personnel [...] qu'il a souffert et que beaucoup ne l'ont pas compris ».
Il collabore à de nombreuses revues méridionales et parisiennes comme La Vie montpelliéraine, Le Petit Méridional, Septimanie ou Comœdia. Il avait publié dans ce quotidien une Lettre des Provinces sur Sète, sa ville natale.
En 1923, il publie un recueil de poésie, Les Glaives, les rubis, que les critiques accueillent favorablement. Le poète Edmond Haraucourt en dit : « J'aime la clarté, la couleur et le rythme ; j'aime tout ce que vous avez, car vous avez tout ce que j'aime ».
Fernand Granier meurt célibataire, le 28 février 1927, au 19 rue jean Jaurès à Sète.

## Œuvres principales
- Crépuscule, poème, musique de Pierre Servel, 1920
- Les Glaives, les rubis, poèmes, 1923[7]
- Sous le ciel bleu, poème, musique de Pierre Servel, 1925